# Maarsseveen
Maarsseveen is een gebied dat onderdeel is van de gemeente Stichtse Vecht, in de Nederlandse provincie Utrecht. Voor de postcodes ligt Maarsseveen "in" Maarssen.

## Geschiedenis

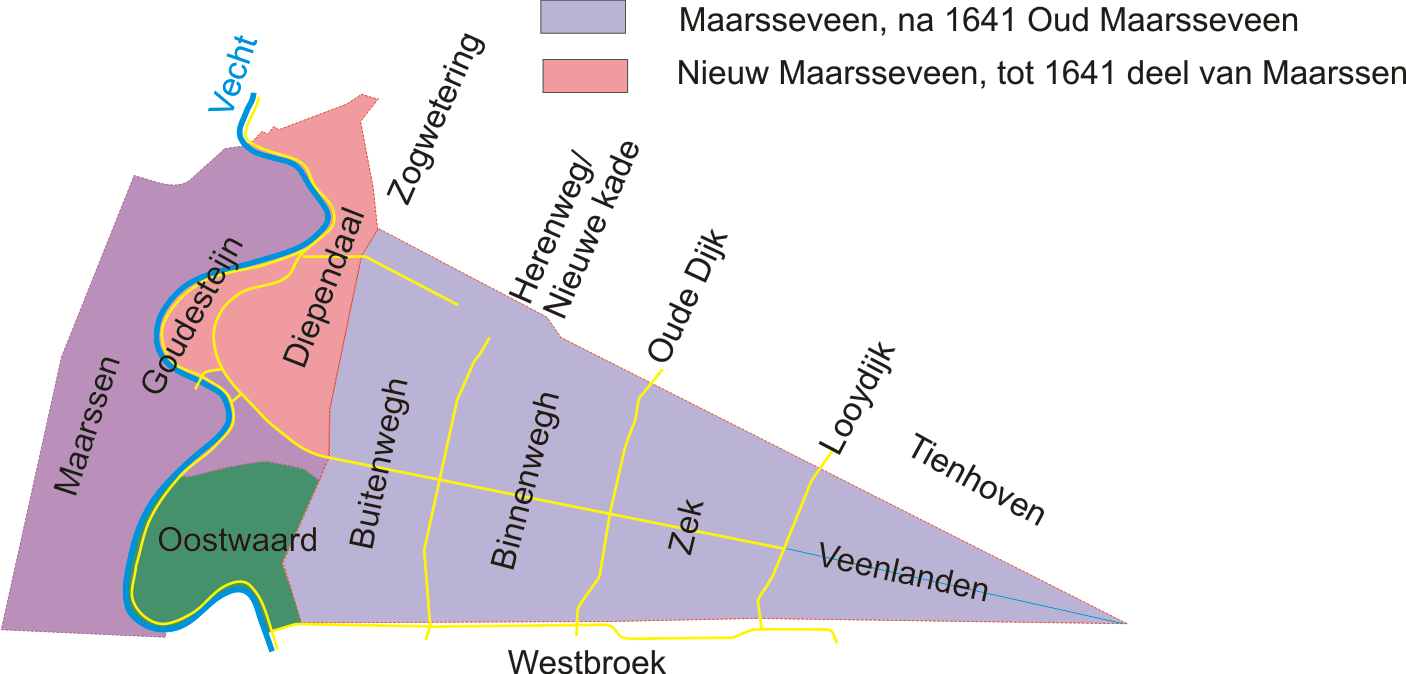
Maarsseveen en de ontginningen

### De ontginning
De naam Marcevene (Maarsseveen) was al in de late middeleeuwen bekend. 
Rond 1120 werd begonnen met het ontginnen van de uitgestrekte veengronden ten oosten van de Vecht door de heren van Maarssen. In 1243 werd het latere Tienhoven echter verkocht aan het kapittel van St. Pieter in Utrecht, waardoor het gebied van Maarsseveen werd verkleind.
Voor de ontginning werd de Zogwetering als basis gebruikt, vanwaar in oostelijke richting sloten werden gegraven. In de eerste fase werd de huidige Herenweg bereikt. Deze weg strekte zich toen aan beide kanten van de Maarsseveensevaart uit. Ten noorden van de Maarseveensevaart is in de negentiende eeuw de Bethunepolder drooggevallen, waardoor de structuur uit de tijd van de ontginningen geheel is verdwenen.
Vervolgens werd er vanaf de Herenweg verder ontgonnen. De huizen waren van hout en konden dus gedemonteerd worden en weer opgebouwd. Dat gebeurde aan de huidige Oude Dijk, die rond 1600 de Nieuwe Dijk heette, terwijl de Herenweg toen Oude Wech heette.
Het proces herhaalde zich door verplaatsing naar de huidige Looijdijk. Rond 1722 stonden er geen huizen meer langs de Herenweg en slechts 7 huizen aan de Oude Dijk.
De ontginningen kregen achtereenvolgens de namen: Buiten Wegh, Binnen Wegh, Zek en Veenlanden.
Maarsseveen is een zogenaamde restontginning. Tienhoven en Westbroek zijn eerder begonnen en konden evenwijdig sloten graven. Omdat het gebied tussen Tienhoven en Westbroek steeds smaller wordt, worden ook de Maarsseveense ontginningsstroken steeds smaller om ten slotte in een punt te eindigen.

### Kerkelijke organisatie
Er is in Maarsseveen een kapel geweest, maar daar is vrijwel niets over bekend. De kapel te Tienhoven groeide echter uit tot een kerk, waar sinds 1604 een predikantsplaats was. De bewoners van de Looijdijk en de Oude Dijk vormden met die van Tienhoven en Breukeleveen de kerkelijke gemeente. In het doopboek werd vermeld van welk dorp de dopelingen afkomstig waren. De Oude Dijk onder Maarsseveen vormde een eigen categorie.

### Nieuwere geschiedenis
Inmiddels werd het veen gebruikt voor de productie van turf en verdween er steeds meer land. Op de topografische kaart van 1849 zijn de Herenweg en de Ouden Dijk ten noorden van de Maarseveense Vaart al grotendeels in het water verdwenen. De eerste pogingen om het gebied in te polderen mislukten, maar in 1880 viel de Bethunepolder dan toch droog.
Na 1960 veranderde de opbouw van de dorpen sterk. De winkels verdwenen van de Looijdijk en de bedrijvigheid aan de Herenweg veranderde sterk, mede door de aanleg van de Maarsseveense plassen. Voor 1960 werd met Maarsseveen het huidige Oud Maarsseveen bedoeld, nu staat er op landkaarten de tekst Maarsseveen bij de Herenweg.

## Bestuur
De Amsterdammer Johan Huydecoper kocht in 1640 uit de domeinen van het gewest Utrecht het gerecht Maarsseveen. Hierdoor werd hij heer van Maarsseveen en Neerdijk. In 1641/7 splitsten de Staten van Utrecht het grootste deel van het gebied van het gerecht Maarssen op de oostelijke oever van de Vecht af, dat voortaan het gerecht Nieuw-Maarsseveen ging vormen. Het betrof de gebieden Diependaal en Goudesteijn. Het gerecht Maarsseveen werd sindsdien ook Oud-Maarsseveen genoemd.
Bij de vorming van de gemeenten in 1811 werden Oud-Maarsseveen en Nieuw-Maarsseveen zelfstandige gemeenten, waarvan de aktes van de burgerlijke stand nog getuigen.
De gemeenten werden echter al op 1 januari 1812 samengevoegd met de gemeenten Breukeleveen en Tienhoven onder de naam Tienhoven. Per 1 januari 1818 veranderde de gemeentelijke indeling opnieuw: Oud- en Nieuw-Maarsseveen gingen samen de gemeente Maarsseveen vormen, die bleef bestaan tot de annexatie door Maarssen op 1 juli 1949. De gemeente Maarsseveen werd in de eerste jaren ook wel aangeduid als Nieuw-Maarsseveen, bijvoorbeeld in de processen-verbaal bij de kadastrale vastlegging van de gemeentegrenzen.
De bebouwing aan de westzijde van de Kaatsbaan en de noordkant van de Nassaustraat in het huidige Maarssen behoorde tot de gemeente Maarsseveen (=Nieuw Maarsseveen), verder een deel van de Bethunepolder, Oud-Maarsseveen en het plassengebied ten oosten van de Maarsseveense Vaart. De heerlijkheid van Maarsseveen was eeuwenlang in bezit van het geslacht Huydecoper van Maarsseveen.

## Huidige buurtschap
Maarsseveen bestaat uit één lange rechte weg van ruim een kilometer lengte, de Herenweg. Oorspronkelijk een tuinbouwgebied maar deze activiteit boet al jaren aan belang in. Er is nog één veeteeltbedrijf en de meeste huizen worden nu voor gewone bewoning gebruikt. Veel zogenaamde "ruilverkaveling woningen" zijn de afgelopen jaren afgebroken en vervangen door nieuwe woningen.

## De Plassen
Door verkaveling en turfwinning zijn er vele stroken en plassen ontstaan in het, van oorsprong, moerasachtige gebied. Het noordelijke gedeelte is nu natuurreservaat en deed mee in het NCRV-programma "het mooiste plekje van Nederland". De plassen ten zuiden van Molenpolder zijn in de jaren zestig ten behoeve van zandwinning uitgegraven: het zand is onder andere gebruikt bij de aanleg van de nabijgelegen Utrechtse wijk Overvecht. Het recreatiegebied de Maarsseveense Plassen is nu een der belangrijkste waterrecreatiegebieden van de regio met onder andere faciliteiten voor textielloos recreëren. Het wordt vrijwel geheel beheerd door het Recreatieschap de Stichtse Groenlanden, een samenwerkingsverband tussen enkele gemeenten en de provincie Utrecht.
Aan de zuidkant van Maarsseveen, tegen de N230 (Zuilense Ring, de rondweg Utrecht vanaf de A2 afslag Maarssen/Utrecht Noord) bevindt zich de Kleine Maarsseveense Plas, maar deze is van weinig tot geen recreatieve betekenis. Er is een aanlegplaats voor visboten (huur) maar er is weinig activiteit te bespeuren. Ook deze plas is door zandwinning ontstaan. Er loopt een ongeplaveid pad omheen dat vooral wordt gebruikt om honden uit te laten.
Op zowel de grote als de kleine plas zijn boten met verbrandingsmotoren ten strengste verboden; bootjes met elektrische motoren zijn wel toegestaan. Door de grote diepte van de plassen dient rekening gehouden te worden met zeer koud water op bepaalde plaatsen. Bij het zwemmen dient daar rekening mee gehouden te worden. Door de grote diepte van zowel de grote als de kleine plas vriest het water in de winter slechts moeizaam dicht en is schaatsen er gevaarlijk.